# Temporada 1970 de las Grandes Ligas de Béisbol
La Temporada 1970 de las Grandes Ligas de Béisbol comenzó el 6 de abril y finalizó cuando Baltimore Orioles derrotó en 5 juegos a Cincinnati Reds en la Serie Mundial.
El Juego de las Estrellas fue disputado el 14 de julio en el Riverfront Stadium y fue ganado por la Liga Nacional con un marcador de 5-4.
Seattle Pilots se trasladó a Milwaukee y se convirtieron en los Milwaukee Brewers, volviendo así Grandes Ligas de Béisbol a Wisconsin por primera vez desde el traslado de Milwaukee Braves a Atlanta después de la temporada de 1965.

## Premios y honores
- MVP
  - Boog Powell, Baltimore Orioles (AL)
  - Johnny Bench, Cincinnati Reds (NL)
- Premio Cy Young
  - Jim Perry, Minnesota Twins (AL)
  - Bob Gibson, St. Louis Cardinals (NL)
- Novato del año
  - Thurman Munson, New York Yankees (AL)
  - Carl Morton, Montreal Expos (NL)

## Temporada Regular
Liga Americana
| División Este       | División Este | División Este | División Este | División Este | División Este | División Este |
| Equipo              | V             | D             | CTE           | JD            | LOCAL         | VISITA        |
| ------------------- | ------------- | ------------- | ------------- | ------------- | ------------- | ------------- |
| Baltimore Orioles   | 108           | 54            | 0.667         | —             | 59–22         | 49–32         |
| New York Yankees    | 93            | 69            | 0.574         | 15            | 53–28         | 40–41         |
| Boston Red Sox      | 87            | 75            | 0.537         | 21            | 52–29         | 35–46         |
| Detroit Tigers      | 79            | 83            | 0.488         | 29            | 42–39         | 37–44         |
| Cleveland Indians   | 76            | 86            | 0.469         | 32            | 43–38         | 33–48         |
| Washington Senators | 70            | 92            | 0.432         | 38            | 40–41         | 30–51         |

| División Oeste     | División Oeste | División Oeste | División Oeste | División Oeste | División Oeste | División Oeste |
| Equipo             | V              | D              | CTE            | JD             | LOCAL          | VISITA         |
| ------------------ | -------------- | -------------- | -------------- | -------------- | -------------- | -------------- |
| Minnesota Twins    | 98             | 64             | 0.605          | —              | 51–30          | 47–34          |
| Oakland Athletics  | 89             | 73             | 0.549          | 9              | 49–32          | 40–41          |
| California Angels  | 86             | 76             | 0.531          | 12             | 43–38          | 43–38          |
| Kansas City Royals | 65             | 97             | 0.401          | 33             | 35–44          | 30–53          |
| Milwaukee Brewers  | 65             | 97             | 0.401          | 33             | 38–42          | 27–55          |
| Chicago White Sox  | 56             | 106            | 0.346          | 42             | 31–53          | 25–53          |

Liga Nacional  
| División Este         | División Este | División Este | División Este | División Este | División Este | División Este |
| Equipo                | V             | D             | CTE           | JD            | LOCAL         | VISITA        |
| --------------------- | ------------- | ------------- | ------------- | ------------- | ------------- | ------------- |
| Pittsburgh Pirates    | 89            | 73            | 0.549         | —             | 50–32         | 39–41         |
| Chicago Cubs          | 84            | 78            | 0.519         | 5             | 46–34         | 38–44         |
| New York Mets         | 83            | 79            | 0.512         | 6             | 44–38         | 39–41         |
| St. Louis Cardinals   | 76            | 86            | 0.469         | 13            | 34–47         | 42–39         |
| Philadelphia Phillies | 73            | 88            | 0.453         | 15½           | 40–40         | 33–48         |
| Montreal Expos        | 73            | 89            | 0.451         | 16            | 39–41         | 34–48         |

| División Oeste       | División Oeste | División Oeste | División Oeste | División Oeste | División Oeste | División Oeste |
| Equipo               | V              | D              | CTE            | JD             | LOCAL          | VISITA         |
| -------------------- | -------------- | -------------- | -------------- | -------------- | -------------- | -------------- |
| Cincinnati Reds      | 102            | 60             | 0.630          | —              | 57–24          | 45–36          |
| Los Angeles Dodgers  | 87             | 74             | 0.540          | 14½            | 39–42          | 48–32          |
| San Francisco Giants | 86             | 76             | 0.531          | 16             | 48–33          | 38–43          |
| Houston Astros       | 79             | 83             | 0.488          | 23             | 44–37          | 35–46          |
| Atlanta Braves       | 76             | 86             | 0.469          | 26             | 42–39          | 34–47          |
| San Diego Padres     | 63             | 99             | 0.389          | 39             | 31–50          | 32–49          |

## Postemporada
|  | Campeonato de la Liga | Campeonato de la Liga | Campeonato de la Liga |   |    | Serie Mundial     | Serie Mundial | Serie Mundial |
|  |                       |                       |                       |   |    |                   |               |               |
|  | Este                  | Baltimore Orioles     | 3                     |   |    |                   |               |               |
|  | Oeste                 | Minnesota Twins       | 0                     |   |    |                   |               |               |
|  |                       |                       |                       |   | AL | Baltimore Orioles | 4             |               |
|  |                       | NL                    | Cincinnati Reds       | 1 |    |                   |               |               |
|  | Este                  | Pittsburgh Pirates    | 0                     |   |    |                   |               |               |
|  | Oeste                 | Cincinnati Reds       | 3                     |   |    |                   |               |               |

|                                          |
| Campeón Baltimore Orioles Segundo Título |

## Líderes de la liga

### Liga Americana
Líderes de Bateo 
| Categoría           | Jugador          | Equipo | Marca |
| ------------------- | ---------------- | ------ | ----- |
| Porcentaje de bateo | Alex Johnson     | CAL    | .329  |
| Cuadrangulares      | Frank Howard     | WSA    | 44    |
| Carreras Impulsadas | Frank Howard     | WSA    | 126   |
| Carreras Anotadas   | Carl Yastrzemski | BOS    | 125   |
| Hits                | Tony Oliva       | MIN    | 204   |
| Robo de Bases       | Bert Campaneris  | OAK    | 42    |

Líderes de Pitcheo 
| Categoría         | Jugador                             | Equipo  | Marca |
| ----------------- | ----------------------------------- | ------- | ----- |
| Victorias         | Mike Cuellar Dave McNally Jim Perry | BAL MIN | 24    |
| Derrotas          | Mickey Lolich                       | DET     | 19    |
| ERA               | Diego Segui                         | OAK     | 2.56  |
| Ponches           | Sam McDowell                        | CLE     | 304   |
| Entradas Lanzadas | Sam McDowell Jim Palmer             | CLE BAL | 305   |
| Juegos salvados   | Ron Perranoski                      | MIN     | 34    |

### Liga Nacional
Líderes de Bateo 
| Categoría           | Jugador                  | Equipo  | Marca |
| ------------------- | ------------------------ | ------- | ----- |
| Porcentaje de bateo | Rico Carty               | ATL     | .366  |
| Cuadrangulares      | Johnny Bench             | CIN     | 45    |
| Carreras Impulsadas | Johnny Bench             | CIN     | 148   |
| Carreras Anotadas   | Billy Williams           | CHC     | 137   |
| Hits                | Pete Rose Billy Williams | CIN CHC | 205   |
| Robo de Bases       | Bobby Tolan              | CIN     | 57    |

Líderes de Pitcheo 
| Categoría         | Jugador                  | Equipo  | Marca |
| ----------------- | ------------------------ | ------- | ----- |
| Victorias         | Gaylord Perry Bob Gibson | SFG STL | 23    |
| Derrotas          | Steve Carlton            | STL     | 19    |
| ERA               | Tom Seaver               | NYM     | 2.82  |
| Ponches           | Tom Seaver               | NYM     | 283   |
| Entradas Lanzadas | Gaylord Perry            | SFG     | 328.2 |
| Juegos salvados   | Wayne Granger            | CIN     | 35    |